# Suzuka (manga)
Suzuka (涼風?) è un manga scritto e disegnato Kōji Seo, serializzato sulla rivista Weekly Shōnen Magazine di Kōdansha dal 3 marzo 2004 al 21 settembre 2007. La casa editrice nipponica ha raccolto i 166 capitoli della serie in 18 volumi tankōbon, il primo dei quali è stato pubblicato il 17 maggio 2004. L'edizione italiana è stata curata da Star Comics, distribuendo l'intera serie tra il 12 giugno 2014 e il 14 settembre 2016 in una collana dedicata.
La serie ruota intorno a Yamato Akitsuki, un giovane studente quindicenne proveniente dalla prefettura di Hiroshima e trasferitosi a Tokyo per cercare di dare una svolta alla propria vita. Qui incontra Suzuka Asahina, una ragazza giunta a Tokyo grazie alle sue ottime capacità nel salto in alto. Rimastone affascinato, Yamato s'innamora di lei e inizia a frequentare il club di atletica del liceo per potersi avvicinare a lei e conquistarla.
Un adattamento a serie televisiva anime, prodotto presso lo Studio Comet, è stato trasmesso su TV Tokyo nel 2005. Una light novel ispirata alla storia del manga, scritta da Ayuna Fujisaki e disegnata da Kōji Seo, è stata pubblicata nel maggio del 2007.

## Trama
La storia di Suzuka ruota intorno alle vicende di un giovane studente quindicenne, Yamato Akitsuki, il quale si trasferisce dalla prefettura di Hiroshima dove è vissuto sin da piccolo a Tokyo per frequentare il liceo vicino al dormitorio di sua zia Ayano. Prima di giungere nella nuova casa, decide di passare velocemente da quella che sarà la sua nuova scuola: qui nota una giovane ragazza che si allena nel salto in alto.
Se ne innamora a prima vista e successivamente scopre che la ragazza, Suzuka Asahina, è una delle inquiline del dormitorio di sua zia e che abiteranno in due camere vicine. Per far colpo su di lei, dopo poco tempo si unirà anch'egli al club di atletica, grazie alle sue doti di velocista. La storia intreccia l'amore con l'atletica, anche se quasi sempre la seconda è in funzione del primo.
Dopo varie vicissitudini i due si mettono insieme e sembra andare tutto a gonfie vele sino a quando Suzuka non si trasferirà negli Stati Uniti per andare in una scuola sportiva americana e migliorarsi, ma prima di andare deciderà di lasciare Yamato per fare soffrire di meno la sua lontananza al ragazzo.
Trascorso un anno, i due protagonisti si rincontrano poiché Suzuka si ritrasferisce nel suo vecchio appartamento. Yamato rivedendola si rende conto di provare ancora qualcosa e si rimettono insieme decidendo di frequentare anche la stessa università. Successivamente decidono anche di approfondire la relazione e hanno un rapporto da cui Suzuka si ritroverà incinta. Decidono di tenere il bambino dopo aver affrontato le rispettive famiglie insieme e lasciando l'università. Yamato troverà lavoro in una compagnia che si occupa di articoli sportivi grazie a un conoscente dei due e infine si sposano e decidono di prendere un appartamento della zia Ayano dove vivere.

## Personaggi

### Principali
Yamato Akitsuki (秋月 大和?, Akitsuki Yamato)
Doppiato da Daisuke Nakamura
Yamato è il protagonista della serie. Ha 16 anni, è un ragazzo gentile e timido, ma è estremamente imbranato e molto irresponsabile. Abita nella prefettura di Hiroshima con la famiglia, ma si trasferisce a Tokyo per frequentare la scuola superiore, dove viene ospitato dalla zia Ayano che gestisce un dormitorio femminile. Lì vedendo una ragazza che si sta allenando a saltare ne rimane immediatamente affascinato. In seguito scopre che alloggia nel suo stesso dormitorio e dopo qualche giorno scopre che sarà anche sua compagna di classe. A Tokyo inoltre fa conoscenza con Yasonobu, un ragazzo che già aveva incontrato in precedenza, che odia terribilmente ma che poi si rivelerà il suo più caro amico, e Honoka, una ragazza che aveva incontrato solo una volta che però è da anni innamorata di lui. Dopo aver stretto amicizia con Suzuka, le dichiara il suo amore ma viene respinto. Sempre a causa di Suzuka si iscrive nel club di atletica della scuola e, per sua sorpresa, scopre di essere incredibilmente veloce. Successivamente, dopo aver ascoltato la sua confessione d'amore, decide di fidanzarsi con Honoka, ma la relazione non dura a lungo perché Yamato è sempre attratto da Suzuka, con la quale ogni giorno che passa litiga sempre di più.
Suzuka Asahina (朝比奈 涼風?, Asahina Suzuka)
Doppiata da Kanako Mitsuhashi
È la protagonista femminile della serie, è molto riservata ma terribilmente cocciuta e petulante. Si è trasferita a Tokyo per frequentare le superiori ed è nella stessa classe di Yamato. Fa parte del club di atletica della scuola ed è specializzata nel saltare. Dopo un iniziale dibattito, stringe amicizia con Yamato ma quando lui le dichiara il suo amore lo respinge. Da quel momento i suoi rapporti con Yamato peggiorano col tempo, soprattutto quando il ragazzo si iscrive al club di atletica solo per seguirla. In realtà Suzuka ha paura di legarsi sentimentalmente ad un ragazzo poiché il primo ragazzo che aveva amato era morto in un incidente stradale. Quando Yamato si fidanza con Honoka, sembra che rimanga male ma allontana i suoi sentimenti per non ferire la ragazza. Quando però i due si lasciano, il suo rapporto con Yamato peggiora perché lo ritiene troppo irresponsabile. Solo alla fine riuscirà a dichiarargli i suoi sentimenti.
Honoka Sakurai (桜井 萌果?, Sakurai Honoka)
Doppiata da Yumiko Hosono
Honoka è coetanea di Yamato e Suzuka e frequenta la loro stessa classe. E innamorata di Yamato da anni, da quando una volta il ragazzo l'aveva aiutata a risolvere un problema durante una sua visita a Tokyo. Honoka abita con la famiglia su una collinetta dove si erge un piccolo tempio ed è lei ad occuparsi delle pulizie del luogo. Si accorge subito dei sentimenti di Yamato verso Suzuka e decide di iscriversi al club di atletica come manager per stargli il più possibile vicino. Quando riesce a confessare i suoi sentimenti a Yamato, il giovane sembra che se ne innamori tanto da fidanzarsi. Nonostante baci e gentilezze, Honoka si accorge che nonostante tutto Yamato è ancora innamorato di Suzuka e decide di lasciarlo, pur continuandolo ad amare.
Yasunobu Hattori (服部 安信?, Hattori Yasunobu)
Doppiato da Takanori Ohyama
Vive a Tokyo ed è coetaneo di Yamato e suo compagno di classe. Conosce Yamato da anni e ogni volta che il giovane veniva a Tokyo lo cacciava nei guai. Ci ha sempre saputo fare con le donne e per questo viene considerato negativamente da Yamato. Anche se non lo fa sembrare, vuole molto bene a Yamato e, anche se indirettamente, cerca di aiutarlo nei suoi problemi sentimentali. Col tempo diventa il suo miglior amico e suo miglior confidente. Nell'ambito di dare consigli a Yamato ha spesso violente discussioni con Miki Hashiba, che lo considera un pervertito.
Miki Hashiba (羽柴 美紀?, Hashiba Miki)
Doppiata da Seika Hosokawa
Miki frequenta la stessa scuola di Yamato ed è iscritta al club di atletica. È una ragazza sempre allegra e fisicamente forte ed è la migliore amica di Suzuka. Prende subito in simpatia Yamato, tanto da usarlo come cavia per i suoi massaggi e da farsi portare in giro nei locali, ma sembra che non nutri nessun sentimento particolare nei suoi confronti. Capisce subito i sentimenti di Suzuka per Yamato ma non riesce a farglieli ammettere. È anche la miglior amica di Yamato, poiché gli dà consigli su come farsi amare da Suzuka. Detesta Yasunobu per la sua considerazione delle donne e ha violente discussioni con lui.

### Dormitorio femminile
Ayano Fujikawa (藤川 綾乃?, Fujikawa Ayano)
Doppiata da Yuki Kaida
È la zia di Yamato e proprietaria del dormitorio dove alloggiano lui e Suzuka. Si mostra subito molto disponibile nei confronti del nipote ma anche verso gli altri studenti.
Miho Fujikawa (藤川 美穂?, Fujikawa Miho)
Doppiata da Satomi Akesaka
È la cugina quattordicenne di Yamato, figlia di Ayano. È molto attaccata a Yamato e si dimostra sempre gentile con lui.
Yūka Saotome (早乙女 優花?, Saotome Yūka)
Doppiata da Masami Suzuki
È una studentessa universitaria e alloggia nel dormitorio di Ayano con l'amica Megumi. È molto estroversa, le piace infastidire gli altri e informarsi dei fatti altrui e ama l'alcool. Proprio per questo motivo, molte volte si ubriaca e irrompe in camera di Yamato per divertirsi.
Megumi Matsumoto (松本 恵美?, Matsumoto Megumi)
Doppiata da Hatsumi Miura
È la miglior amica di Saotome e rispetto a lei è molto più timida e gentile. Purtroppo si lascia trascinare in giro da Saotome e non regge per niente l'alcool; quando beve troppo, infatti, perde la testa e diventa estremamente violenta.

### Atleti
Kazuki Tsuda (津田 和輝?, Tsuda Kazuki)
Doppiato da Mamoru Miyano
Frequentava la stessa scuola media di Suzuka ed era maestro di atletica specializzato nella corsa dei 100 metri. Era innamorato di Suzuka, ma la ragazza non lo aveva mai considerato. Era molto irresponsabile e a causa del suo carattere un giorno attraversò di corsa un incrocio e fu investito da un camion. Solo allora Suzuka capì di averlo sempre amato e decise di non legarsi mai più con nessuno.
Sōichi Miyamoto (宮本 総一?, Miyamoto Sōichi)
Doppiato da Takeshi Maeda
Frequenta il club di atletica di Suzuka ed è il maestro del gruppo. È lui che chiede a Yamato di unirsi al gruppo vista la sua velocità. Funge un po' da allenatore della squadra, infatti è lui che cerca di migliorare le capacità fisiche dei suoi compagni.
Tetsuhito Kinugasa (衣笠 鉄人?, Kinugasa Tetsuhito)
Doppiato da Yoshihisa Kawahara
È il capitano della squadra di atletica. Punta molto sui suoi compagni di squadra, specialmente su Yamato, e perciò vuole che tutti i membri cerchino di ottenere il massimo risultato nelle loro specialità.

## Media

### Manga
Il manga Suzuka, scritto e disegnato da Kōji Seo, fa il suo debutto per la prima volta come capitolo autoconclusivo, pubblicato sulla rivista Weekly Shōnen Magazine nel dicembre del 2003 e conteggiato come numero zero nei capitoli della serie regolare. Il manga ha fatto successivamente la sua comparsa ufficiale come serie regolare l'anno seguente, venendo serializzata dal 3 marzo 2004 al 21 settembre 2007, per un totale di 166 capitoli raccolti in diciotto volumi tankobon da Kōdansha. Nell'edizione tankobon sono stati incluse strisce yonkoma incentrate sulla vita quotidiana dell'autore Seo, capitolo speciali inseribili cronologicamente all'interno della serie, profili descrittivi dei personaggi principali e capitoli extra comici.
Un'edizione italiana della serie è stata pubblicata dalla casa editrice Star Comics tra il 12 giugno 2014 e il 14 settembre 2016 in una collana dedicata, prima a cadenza mensile e poi bimestrale. L'acquisizione dei diritti fu annunciata durante una conferenza dell'editore tenutasi al Lucca Comics and Games del 2013. Un'edizione per il Nord America è stata curata da Del Rey Manga, con il primo volume pubblicato il 29 agosto 2006.

#### Volumi
| 1  | 17 maggio 2004 | ISBN 978-4-06-363376-4 | 12 giugno 2014    | ISBN 978-88-6420-970-8 |
| 1  | Capitoli - 0. (涼風?, Suzuka) - 1. (大和?, Yamato) - 2. (服部?, Hattori) - 3. (萌果?, Honoka) - 4. (見舞?, Mimai) |                        |                   |                        |
| 2  | 15 luglio 2004 | ISBN 978-4-06-363408-2 | 10 luglio 2014    | ISBN 978-88-6420-996-8 |
| 2  | Capitoli - 5. (片鱗?, Henrin) - 6. (春嵐?, Shunran) - 7. (秘密?, Himitsu) - 8. (空転?, Kūten) - 9. (自覚?, Jikaku) - 10. (恋患い?, Koi wazurai) - 11. (約束?, Yakusoku) - 12. (告白?, Kokuhaku) - 13. (失恋?, Shitsuren) Profili dei personaggi - 1. (秋月大和?, Akitsuki Yamato) - 2. (朝比奈涼風?, Asahina Suzuka) - 3. (服部安信?, Hattori Yasunobu) - 4. (桜井萌果?, Sakurai Honoka)                                                             |                        |                   |                        |
| 3  | 17 settembre 2004 | ISBN 978-4-06-363429-7 | 7 agosto 2014     | ISBN 978-88-6920-035-9 |
| 3  | Capitoli - 14. (出発?, Shupattsu) - 15. (決意?, Ketsui) - 16. (距離?, Kyori) - 17. (片想い?, Kataomoi) - 18. (焦心?, Shōshin) - 19. (拒絶?, Kyozetsu) - 20. (相似?, Sōji) - 21. (写真?, Shashin) - 22. (恋敵?, Koi gataki) Profili dei personaggi - 5. (早乙女優花?, Saotome Yūka) - 6. (松本恵美?, Matsumoto Megumi) - 7. (羽柴美紀?, Hashiba Miki) - 8. (宮本総一?, Miyamoto Sōichi)                                                               |                        |                   |                        |
| 4  | 17 novembre 2004 | ISBN 978-4-06-363456-3 | 11 settembre 2014 | ISBN 978-88-6920-043-4 |
| 4  | Capitoli - 23. (和輝?, Kazuki) - 24. (馬鹿?, Baka) - 25. (挑発?, Chōhatsu) - 26. (矛先?, Hokosaki) - 27. (勝負?, Shōbu) - 28. (決着?, Ketchaku) - 29. (好転?, Kōten) - 30. (視線?, Shisen) - 31. (花火?, Hanabi) Profili dei personaggi - 9. (藤川美穂?, Fujikawa Miho) - 10. (藤川綾乃?, Fujikawa Ayano) - 11. (津田和輝?, Tsuda Kazuki) - 12. (エメルソン有馬?, Emerson Arima)                                                                     |                        |                   |                        |
| 5  | 17 febbraio 2005 | ISBN 978-4-06-363489-1 | 9 ottobre 2014    | ISBN 978-88-6920-071-7 |
| 5  | Capitoli - 32. (宣戦?, Sensen) - 33. (口唇?, Kuchibiru) - 34. (揺動?, Yōdō) - 35. (目撃?, Mokugeki) - 36. (発覚?, Hakkaku) - 37. (祝福?, Shukufuku) - 38. (霹靂?, Hekireki) - 39. (二人?, Futari) - 40. (実家?, Jikka) |                        |                   |                        |
| 6  | 17 maggio 2005 | ISBN 978-4-06-363532-4 | 13 novembre 2014  | ISBN 978-88-6920-123-3 |
| 6  | Capitoli - 41. (蛍袋?, Hataru bukuro) - 42. (彼女?, Kanojo) - 43. (衝動?, Shōdō) - 44. (後悔?, Kōkai) - 45. (秋雨?, Aki ame) - 46. (白川?, Shirakawa) - 47. (彼氏?, "Kareshi") - 48. (相談?, "Sōdan") - 49. (新宿?, Shinjuku) Profili dei personaggi - 13. (衣笠鉄人?, Kinugasa Tetsuhito) - 14. (白川奈々?, Shirakawa Nana) - (涼風もん?, Suzukamon) - (筋肉増強剤?, Kinniku zōkyōzai)                                                              |                        |                   |                        |
| 7  | 15 luglio 2005 | ISBN 978-4-06-363556-0 | 11 dicembre 2014  | ISBN 978-88-6920-143-1 |
| 7  | Capitoli - 50. (贈物?, Okurimono) - 51. (無視?, Mushi) - 52. (別離?, Wakare) - 53. (最低?, Saitei) - 54. (決心?, Kesshin) - 55. (応援?, Ōen) - 56. (本心?, Honshin) - 57. (仲直?, Nakanaori) - 58. (洗濯?, Sentaku) - 59. (覚悟?, Kakugo) |                        |                   |                        |
| 8  | 16 settembre 2005 | ISBN 978-4-06-363575-1 | 8 gennaio 2015    | ISBN 978-88-6920-171-4 |
| 8  | Capitoli - 60. (成果?, Seika) - 61. (本気?, Honki) - 62. (彷徨?, Hōkō) - 63. (加速?, Kasoku) - 64. (激励?, Gekirei) - 65. (落穴?, Otoshi ana) - 66. (誤算?, Gosan) - 67. (失踪?, Shissō) - 68. (喪失?, Sōshitsu) - 69. (本心?, Honshin) |                        |                   |                        |
| 9  | 17 novembre 2005 | ISBN 978-4-06-363597-3 | 11 marzo 2015     | ISBN 978-88-6920-232-2 |
| 9  | Capitoli - 70. (相思?, Sōshi) - 71. (墓参?, Haka mairi) - 72. (相愛?, Sōai) - 73. (岐路?, Kiro) - 74. (光輝?, Kōki) - 75. (プレッシャ―?, Puresshā) - 76. (船出?, Funade) - 77. (名前?, Namae) - 78. (横浜?, Yokohama) - (番外編?, Bangai-hen) - (秋月少年の事件簿?, Akitsuki shōnen no jikenbo) - (涼風もん?, Suzukamon) - (シイザアーハンズ軍曹登場!!?, Shiizaā Hanzu gunsō tōjō!!)                                                                 |                        |                   |                        |
| 10 | 17 gennaio 2006 | ISBN 978-4-06-363623-9 | 7 maggio 2015     | ISBN 978-88-6920-300-8 |
| 10 | Capitoli - 79. (夜警?, Yakei) - 80. (看病?, Kanbyō) - 81. (信頼?, Shinrai) - 82. (肩幅?, Katahaba) - 83. (大切?, Taisetsu) - 84. (計画?, Keikaku) - 85. (結衣?, Yūi) - 86. (喧嘩?, Kenka) - 87. (返信?, Henshin) - (番外編?, Bangai-hen) - (美穂?, Miho) |                        |                   |                        |
| 11 | 17 aprile 2006 | ISBN 978-4-06-363657-4 | 9 luglio 2015     | ISBN 978-88-6920-370-1 |
| 11 | Capitoli - 88. (接近?, Sekkin) - 89. (回想?, Kaisō) - 90. (本音?, Honne) - 91. (初詣?, Hatsu Mōde) - 92. (先輩?, Senpai) - 93. (子供?, Kodomo) - 94. (特注?, Tokuchū) - 95. (再戦?, Ritorai) - 96. (隠事?, Kakushigoto) - (番外編?, Bangai-hen) - (美紀?, Miki) - (涼風もん?, Suzukamon) - (透明人間アメの巻?, Tōmei ningen ame no maki) |                        |                   |                        |
| 12 | 14 luglio 2006 | ISBN 978-4-06-363694-9 | 9 settembre 2015  | ISBN 978-88-6920-455-5 |
| 12 | Capitoli - 97. (留学?, Ryūgaku) - 98. (面接?, Mensetsu) - 99. (和解?, Wakai) - 100. (初日?, Shonichi) - 101. (腕前?, Udemae) - 102. (安心?, Anshin) - 103. (将来?, Shōrai) - 104. (洗物?, Araimono) - 105. (擦違?, Surechigai) - 106. (不満?, Fuman) |                        |                   |                        |
| 13 | 15 settembre 2006 | ISBN 978-4-06-363719-9 | 11 novembre 2015  | ISBN 978-88-6920-569-9 |
| 13 | Capitoli - 107. (追打?, Oiuchi) - 108. (病院?, Byōin) - 109. (隙間?, Sukima) - 110. (明日?, Ashita) - 111. (最後?, Saigo) - 112. (沈黙?, Chinmoku) - 113. (公園?, Kōen) - 114. (空港?, Kūkō) - 115. (浴衣?, Yukata) - 116. (鼓動?, Kodō) - (羽柴もん?, Hashibamon) - (ぶっちゃけすぎの巻?, Bucchake sugi no maki) - (エスパー美穂?, Esupā Miho) - (もしも美穂がエスパーだったら...?, Moshimo Miho ga Esupā Dattara...)                               |                        |                   |                        |
| 14 | 15 dicembre 2006 | ISBN 978-4-06-363760-1 | 13 gennaio 2016   | ISBN 978-88-6920-640-5 |
| 14 | Capitoli - 117. (再開?, Saikai) - 118. (洗練?, Senren) - 119. (主将?, Kyaputen) - 120. (決断?, Ketsudan) - 121. (帰国?, Kikoku) - 122. (友達?, Tomodachi) - 123. (質問?, Shitsumon) - 124. (夕飯?, Yūhan) - 125. (悔恨?, Kaikon) - 126. (咲希?, Saki) |                        |                   |                        |
| 15 | 16 marzo 2007 | ISBN 978-4-06-363805-9 | 9 marzo 2016      | ISBN 978-88-6920-872-0 |
| 15 | Capitoli - 127. (爆弾?, Bakudan) - 128. (推薦?, Suisen) - 129. (一緒?, Issho) - 130. (理由?, Riyū) - 131. (兄妹?, Kyōdai) - 132. (返答?, Hentō) - 133. (咄嗟?, Tossa) - 134. (暗雲?, Anun) - 135. (不意?, Fui) - 136. (我慢?, Gaman) - (涼風もん?, Suzukamon) - (もん もん もんの巻?, Mon Mon Mon no maki) - (エスパー美穂?, Esupā Miho) - (動けお味噌汁!!の巻?, Ugoke omiso shiru!! No maki)                                                        |                        |                   |                        |
| 16 | 17 maggio 2007 | ISBN 978-4-06-363830-1 | 11 maggio 2016    | ISBN 978-88-6920-917-8 |
| 16 | Capitoli - 137. (三人?, Sannin) - 138. (不安?, Fuan) - 139. (先生?, Sensei) - 140. (選抜 セレクション?, Senbatsu Serekushon) - 141. (浪人?, Rōnin) - 142. (御祝?, Oiwai) - 143. (父親?, Chichi oya) - 144. (一歩?, Ippo) - 145. (決裂?, Ketsuretsu) - 146. (序章?, Joshō) - (エスパー美穂?, Esupā Miho) - (耳をすませばの巻?, Mimi o sumaseba... no maki)                                                                                            |                        |                   |                        |
| 17 | 17 agosto 2007 | ISBN 978-4-06-363867-7 | 13 luglio 2016    | ISBN 978-88-226-0121-6 |
| 17 | Capitoli - 147. (体温?, Taion) - 148. (再始 リスタート?, Sai hajime Risutāto) - 149. (手製?, Desei) - 150. (計画?, Keikaku) - 151. (口裏?, Kuchiura) - 152. (決行?, Ketsukō) - 153. (断絶?, Danzetsu) - 154. (謝罪?, Shazai) - 155. (結実?, Ketsujitsu) - 156. (無理?, Muri) - (特別編?, Tokubetsu-hen) - (美少女X湯煙Xバイオレンス?, Bishōjo X Yukemuri X Baiorensu) - (涼風もん?, Suzukamon) - (さよなら涼風もんの巻?, Sayonara Suzukamon no maki) |                        |                   |                        |
| 18 | 17 ottobre 2007 | ISBN 978-4-06-363899-8 | 14 settembre 2016 | ISBN 978-88-226-0304-3 |
| 18 | Capitoli - 157. (期待?, Kitai) - 158. (願事?, Onegaigoto) - 159. (吃驚?, Bikkuri) - 160. (両親?, Ryōshin) - 161. (家族?, Kazoku) - 162. (仲間?, Nakama) - 163. (就活?, Shūkatsu) - 164. (卒業?, Sotsugyō) - 165. (求婚 (プロポーズ)?, Kyūkon (Puropōzu)) - 166. (涼風?, Suzuka) - (涼風もん?, Suzukamon) - (帰ってきた涼風もんの巻?, Kaettekita Suzukamon no maki)                                                                                   |                        |                   |                        |

### Anime
Nell'aprile del 2005, il Weekly Shōnen Magazine annunciò attraverso il loro sito internet l'inizio della creazione della serie anime di Suzuka. La serie fu diretta da Hiroshi Fukutomi e coprodotta dallo Studio Comet e la Marvelous Entertainment. Furono mandati in onda 26 episodi della durata di 25 minuti ciascuno sulla rete TV Tokyo il mercoledì, a partire dal 6 luglio fino al 28 dicembre 2005. L'anime segue da molto vicino i primi 72 capitoli del manga, anche se alcune scene vennero rimosse o riadattate a causa di fanservice piuttosto esplicito.

#### Episodi
| Nº | Titolo italiano (traduzione letterale) Giapponese 「Kanji」 - Rōmaji | In onda           | In onda |
| Nº | Titolo italiano (traduzione letterale) Giapponese 「Kanji」 - Rōmaji | Giapponese        |         |
| 1  | Anticipazione 「期待」 - Kitai                                       | 6 luglio 2005     |         |
| 2  | Sorriso 「笑顔」 - Egao                                              | 13 luglio 2005    |         |
| 3  | Giorno di malattia 「見舞」 - Mimai                                  | 20 luglio 2005    |         |
| 4  | Giornata campale 「春嵐」 - Shunran                                  | 27 luglio 2005    |         |
| 5  | L'occhio del ciclone 「恋患」 - Koi wazurai                          | 3 agosto 2005     |         |
| 6  | Una giornata al parco 「告白」 - Kokuhaku                            | 10 agosto 2005    |         |
| 7  | Decisione 「決意」 - Ketsui                                          | 17 agosto 2005    |         |
| 8  | Distanza 「距離」 - Kyori                                            | 24 agosto 2005    |         |
| 9  | Una cornice nel tempo 「写真」 - Shashin                             | 31 agosto 2005    |         |
| 10 | Un vecchio telaio 「恋敵」 - Koi-gataki                              | 7 settembre 2005  |         |
| 11 | Resa dei conti 「勝負」 - Shōbu                                      | 14 settembre 2005 |         |
| 12 | Incomprensioni 「誤解」 - Gokai                                      | 21 settembre 2005 |         |
| 13 | Labbra 「口唇」 - Kuchibiru                                          | 28 settembre 2005 |         |
| 14 | Benedizione 「祝福」 - Shukufuku                                     | 5 ottobre 2005    |         |
| 15 | Campanula 「蛍袋」 - Hotaru-bukuro                                   | 12 ottobre 2005   |         |
| 16 | Impulso 「衝動」 - Shōdō                                             | 19 ottobre 2005   |         |
| 17 | Fidanzato 「彼氏」 - Kareshi                                         | 26 ottobre 2005   |         |
| 18 | Regalo 「贈物」 - Okurimono                                          | 2 novembre 2005   |         |
| 19 | Rottura 「別離」 - Wakare                                            | 9 novembre 2005   |         |
| 20 | Supporto 「応援」 - Ōen                                              | 16 novembre 2005  |         |
| 21 | Pentimento 「後悔」 - Kōkai                                          | 23 novembre 2005  |         |
| 22 | Preparazione 「覚悟」 - Kakugo                                       | 30 novembre 2005  |         |
| 23 | Incoraggiamento 「激励」 - Gekirei                                   | 7 dicembre 2005   |         |
| 24 | Sparizione 「失踪」 - Shissō                                         | 14 dicembre 2005  |         |
| 25 | Perdita 「喪失」 - Sōshitsu                                          | 21 dicembre 2005  |         |
| 26 | Vento fresco 「涼風」 - Ryōfū                                        | 28 dicembre 2005  |         |

#### Colonna sonora
Le musiche dell'anime, comprese le musiche di sottofondo ed i temi, sono state composte da Takumi Masanori e da POM. Le canzoni di apertura e di chiusura invece erano cantate dai COACH☆. Eccetto uno dei membri di questo gruppo, tutti hanno lavorato come doppiatori nella serie, dando le voci ad alcuni dei personaggi. Nel 2005 furono messe in vendita tre colonne sonore della serie attraverso la King Records.

## Spin-off
L'opera successiva di Seo, A Town Where You Live, è ambientata nello stesso contesto narrativo di Suzuka e fanno la loro comparsa alcuni personaggi della serie, nonché sono presenti diverse citazioni alla serie e alcune scene ambientate a Tokyo avvengono negli stessi luoghi chiave.
Dal 12 febbraio 2014 al 4 aprile 2018 è stato serializzato sulla rivista Weekly Shōnen Magazine di Kodansha di un altro manga di Seo, intitolato Fūka, il quale si pone come seguito indiretto di Suzuka e ha per protagonista la figlia della coppia, Fūka Akitsuki.

## Accoglienza
Suzuka è stato paragonato ad altri manga come Love Hina, Maison Ikkoku - Cara dolce Kyoko e Orange Road poiché, all'inizio, utilizzava degli intrecci e degli espedienti narrativi molto simili. Questi confronti sono diventati meno frequenti con lo sviluppo della trama. Secondo Kōji Seo, Suzuka doveva essere una storia d'amore fin dall'inizio e non aveva intenzione di creare un manga harem. In Nord America la serie venne distribuita senza alcuna censura e questo ha comportato a classificarlo come "Maturo" e quindi di conseguenza a venderlo in una pellicola termoretraibile. Nonostante la quantità di fanservice, il manga non si concentra su tale elemento. Kōji Seo presta un'attenzione meticolosa ai dettagli che si possono vedere negli abiti che danno la sensazione di essere fatti di materiale diverso gli uni dagli altri insieme ai riflessi di luce nelle finestre nelle scene ambientate di notte. Questi dettagli possono essere visti anche nei suoi personaggi poiché hanno tutti personalità complesse che li rendono interessanti e ben caratterizzati. Nel complesso l'accoglienza del manga è stata positiva.
L'anime è stato descritto come dotato di "tutte le trappole di una commedia romantica standard del liceo", ma manca dello spirito e della maestria del manga. Poiché l'anime è un adattamento fedele dell'opera cartacea, le critiche alla trama sono le stesse e venne descritta come generica. L'anime vende "[se stesso] esclusivamente per i meriti dello sviluppo del personaggio". Una conseguenza di questo sviluppo è che alcuni spettatori troveranno il personaggio che da il nome alla serie e il protagonista maschile antipatici, con lamentele per la mancanza di simpatia da parte di entrambi. L'animazione è considerata normale con alcune scene che hanno problemi di temporizzazione, sembrano imbarazzanti o hanno oggetti che sembrano sovradimensionati. La recitazione dei doppiatori viene considerata come banale e piuttosto piatta, sia in lingua giapponese che in inglese. Gli spettatori con udito sensibile potrebbero anche percepire lo scambio tra audio mono e stereo nei diversi episodi. Le scene sportive sono scarsamente animate e le migliori parti animate sono quelle notturne. Nel complesso la critica dell'anime è stata mista, così come per la sua colonna sonora.
La maggior parte dei critici ha trovato la musica come decente, ma alcuni potevano finire per detestarla quando questa cercava di incarnare delle scene divertenti. Le sigle di apertura e chiusura che sono state riscritte e ricantate in inglese sono riuscite ad essere abbastanza simili a quelle originali e hanno funzionato meglio di quando si possa immaginare, ma altri preferivano comunque le rispettive versioni giapponesi.